# Марта Рендолл (плавчиня)
Марта Рендолл (англ. Martha Randall, 12 червня 1948) — американська плавчиня.
Призерка Олімпійських Ігор 1964 року.
Переможниця літньої Універсіади 1967 року.